# Океанијска рукометна федерација
ОХФ је Океанијска рукометна федерација (енгл. Oceania Handball Federation) која 
која контролише рукометне савезе држава Океаније. Федерација је део Светске рукометне федерације ИХФ. Служнени језик је енглески. Председник савеза је Вем Винитана.

## Чланови
У федерацију је учлањено 8 савеза: 5 редовних и 3 придружена члана:
| Редовни чланови - Аустралија - Кукова острва - Нови Зеланд - Вануату - Самоа | Придружени чланови - Нова Каледонија - Француска Полинезија - Валис и Футуна |

## Такмичења
- Репрезентације:
- Океанијски Куп нација у рукомету — одржва се од 2004
- Океанијски Куп нација у рукомету за жене — одржава се од 2007
- Клубови
- Океанијски Куп шампиона у рукомету за мушкарце
- Океанијски Куп шампиона за жене